# Mugan (köpinghuvudort i Kina, Yunnan Sheng, lat 28,17, long 103,97)
Mugan (kinesiska: 木杆, 木杆镇) är en köpinghuvudort i Kina. Den ligger i provinsen Yunnan, i den sydvästra delen av landet, omkring 370 kilometer norr om provinshuvudstaden Kunming. Antalet invånare är 26 877. Befolkningen består av 12 801 kvinnor och 14 076 män. Barn under 15 år utgör 23,0 %, vuxna 15-64 år 69 %, och äldre över 65 år 7,0 %.
Runt Mugan är det ganska tätbefolkat, med 160 invånare per kvadratkilometer. Mugan är det största samhället i trakten. I omgivningarna runt Mugan växer i huvudsak blandskog.
Genomsnittlig årsnederbörd är 1 329 millimeter. Den regnigaste månaden är juli, med i genomsnitt 290 mm nederbörd, och den torraste är januari, med 17 mm nederbörd.